# 伊庇魯斯的佛提雅
佛提雅（希臘語：Φθία , 前四世紀人物），是色薩利騎兵指揮官法薩盧斯的門農之女兒。
佛提雅嫁給摩羅西亞國王埃阿喀得斯，並生下皮洛士和兩個女兒黛達彌亞和特洛雅絲（Troias）。她的女兒黛達彌亞一世後來成為德米特里一世的妻子，但另一個女兒特洛雅絲的事蹟不得而知。其子皮洛士所發行的錢幣可看到佛提雅的肖像